# جواو سوزا
جواو سوزا (بالبرتغالية: João Olavo Souza) (ولد في 27 مايو 1988). هو لاعب كرة مضرب برازيلي محترف.

## روابط خارجية
- جواو سوزا على موقع رابطة محترفي التنس (الإنجليزية)
- جواو سوزا على موقع الاتحاد الدولي لكرة المضرب (الإنجليزية)
- جواو سوزا على موقع كأس ديفيز (الإنجليزية)
- جواو سوزا على موقع خلاصة التنس.كوم (الإنجليزية)